# 保加利亚人民共和国查夫达尔小队

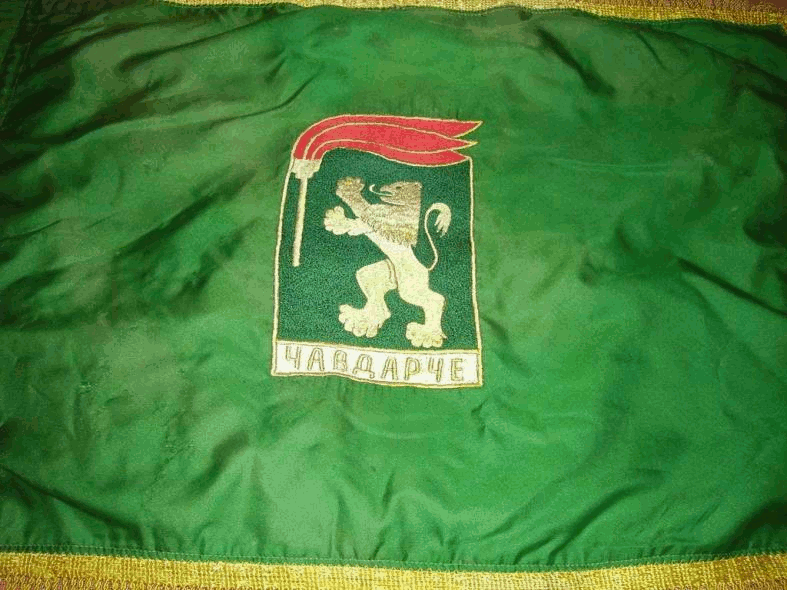
保加利亚人民共和国查夫达尔小队旗帜

保加利亚人民共和国查夫达尔小队是在保加利亚人民共和国时期，面向小学一至三年级（年龄6至10岁）的儿童组织。得名于16世纪的保加利亚民族英雄查夫达尔·沃伊沃达和第二次世界大战期间保加利亚共产党成员组织的查夫达尔游击旅。
该组织的参与者称为“查夫达尔小朋友”。该组织的活动由班主任、季米特洛夫先锋组织“九月党人”和保加利亚共产党地方委员会的儿童工作部门负责指导。该组织的主要目的是在儿童中培养爱国主义精神和对共产主义、保加利亚共产党及苏维埃理想的忠诚。
升学至小学四年级时，保加利亚人民共和国的儿童转而加入季米特洛夫先锋组织“九月党人”。